# Castañeda (La Coruña)
Castañeda (llamada oficialmente Santa María da Castañeda) es una parroquia española del municipio de Arzúa, en la provincia de La Coruña, Galicia.

## Otras denominaciones
La parroquia también es conocida por el nombre de Santa María de Castañeda.

## Entidades de población
Entidades de población que forman parte de la parroquia:
- Doroña
- Fraga Alta (A Fraga Alta)
- O Faraldo
- O Pumariño
- Pedrido (O Pedrido)
- Pena (A Pena)
- Portela (A Portela)
- Pumar (O Pumar)
- Río (O Río)
- Sedor

## Demografía
| Gráfica de evolución demográfica de Castañeda entre 2000 y 2018 |
|                                                                 |
| Datos según el nomenclátor publicado por el INE.                |